# NGC 5892
NGC 5892 é uma galáxia espiral barrada (SBcd) localizada na direcção da constelação de Libra. Possui uma declinação de -15° 27' 51" e uma ascensão recta de 15 horas, 13 minutos e 48,1 segundos.
A galáxia NGC 5892 foi descoberta em 1886 por Ormond Stone.